# تارين غولشيفسكي
تارين لينلي غولشيفسكي (من مواليد 18 مايو 1993) هي لاعبة ألعاب قوى أسترالية متخصصة في رياضة رمي القرص، مثلت بلدها في دورة الألعاب الأولمبية، فازت بالميدالية البرونزية في دورة الألعاب الجامعية الصيفية 2017. في عام 2023 شاركت في بطولة العالم للمرة الثانية لها، قدمت أفضل مستوياتها في بطولتي أستراليا وأوقيانوسيا لتأمين أول ظهور أولمبي لها في باريس، حققت أفضل رقم شخصي لها وهو 62.36 مترًا في دورة الألعاب الأولمبية الصيفية 2024 في باريس.